# 퍼스트 먼데이
퍼스트 먼데이(First Monday)는 인터넷 연구를 주제로 오픈 액세스의 월간 학술지이다. 학술지 게재는 동료 평가 이후에 이뤄진다. 

## 명성
오픈 액세스 개념이 등장하기 전에 오픈 액세스를 목적으로 출발한 학술지다. 처음에는 덴마크의 Munksgaard 출판사에서 만들었지만 현재는 시카고 일리노이 대학에서 제작을 후원한다.
매월 첫째 월요일에 인터넷에 게시되며, 2011년에 저널의 합격률은 약 15 %정도였다.  현재는 인터넷에서 가장 오래되고 가장 존경받는 동료 평가 학술지 중 하나다. 2011년 8월까지 각 181개 이슈에 해당하는 1,133개의 논문이 게재되었고, 1,469명의 연구자가 참여했다.
온라인의 사회 행동과 월드 오브 워크래프트, 오픈 소스 운동에 이르기까지 인터넷 문제에 대한 광범위한 주제를 다루며, 모든 연구 결과를 오픈 액세스로 제공하기 때문에 연구자 외에 다양한 구제적 청중을 가지고 있는 학술지이기도 하다.